# CUTE×GUY
『CUTE×GUY』（キュート ガイ）は、立野真琴による日本の漫画作品。漫画雑誌『別冊花とゆめ』（白泉社）にて2004年3月号より2006年7月号まで連載された。単行本は全4巻。

## あらすじ
高岡純は須藤満に恋する女子高校生。満が大人っぽい女性が好きという噂を聞き、告白するために父親が作った薬を飲んで大人っぽい女性に変身するはずが、大人っぽい男性に変身してしまった。マッドサイエンティストの父親を信じて飲んだ薬で、見事、父親の実験台になってしまった純。元の姿に戻るものの、満にときめくたびに男に変身してしまう。さらに、女性に変身する男子高校生まで学校に現われてややこしくなるばかり。

## 登場人物
高岡 純（たかおか すみ）/ 只野ジュン（ただの ジュン）
満のことが好きな女の子。父親が作った薬を飲んで大人っぽい女性になり、満に告白しようとするが、その薬は男に変身する薬だった。2時間で元の姿に戻るものの、満にときめくことで変身することが分かったが、急に変身してしまうため緊張の毎日である。学校でいつ変身しても大丈夫なように、着替えを学校中に隠している。
男になったときの名前は「只野ジュン」。大人っぽく、色っぽい姿になってからは女性がときめくセリフを口が勝手に言う。自分には男らしさが足りないと感じている満から理想の男と言われ、弟子入りされる。
マッドサイエンティストの父親からはどこからともなく監視されており、父親はデジタル画面さえあれば所構わず突如画面に現われる。純が海に行ったときは純に警告をするためにデジタル画面を搭載した小型の潜水艦から現れた。
須藤 満（すどう みつる）
純の好きな男子高校生。純は大人っぽい女性が好きだと思っていたが、実際は可愛い同年代の女の子が好き。恋多き男の子。見た目にコンプレックスを持っており、大人の女性をあしらったジュンの姿を見て弟子入りを決めた。
穂積 正男 / ほづみ
通りすがりの純の父親に理想の姿に変身できると言う薬を貰って飲んだところ、女の子に変身してしまった、ごつい外見の男子高校生。変身した自分を誰よりも愛しているため、男の姿でバイトしたお金で女の自分に貢いでいる。純とは異なり、好きなときに変身できる。
西沢 静（にしざわ しずか）
純の父親をライバル視する父親を持つ男子高校生。自分の父親に薬を混ぜられたシーフードパスタを食べて以来、女性に変身するようになった。

## 単行本
- 立野真琴 『CUTE×GUY』 白泉社〈花とゆめCOMICS〉、全4巻
  1. 2004年11月19日発売、ISBN 978-4-59-218191-0
  2. 2005年7月19日発売、ISBN 978-4-59-218192-7
  3. 2006年3月17日発売、ISBN 978-4-59-218193-4
  4. 2006年11月17日発売、ISBN 978-4-59-218194-1